# 463 Lola
Lola (asteroide 463) é um asteroide da cintura principal com um diâmetro de 19,97 quilómetros, a 1,86637177 UA. Possui uma excentricidade de 0,22168943 e um período orbital de 1 356,29 dias (3,72 anos).
Lola tem uma velocidade orbital média de 19,23402303 km/s e uma inclinação de 13,55829226º.
Este asteroide foi descoberto em 31 de Outubro de 1900 por Max Wolf.